# Municipio de Odin (Dakota del Norte)
El municipio de Odin (en inglés: Odin Township) es un municipio ubicado en el condado de McHenry en el estado estadounidense de Dakota del Norte. En el año 2010 tenía una población de 46 habitantes y una densidad poblacional de 0,49 personas por km².

## Geografía
El municipio de Odin se encuentra ubicado en las coordenadas 47°59′12″N 100°38′13″O / 47.98667, -100.63694. Según la Oficina del Censo de los Estados Unidos, el municipio tiene una superficie total de 93.62 km², de la cual 89,16 km² corresponden a tierra firme y (4,76 %) 4,46 km² es agua.

## Demografía
Según el censo de 2010, había 46 personas residiendo en el municipio de Odin. La densidad de población era de 0,49 hab./km². De los 46 habitantes, el municipio de Odin estaba compuesto por el 100 % blancos. Del total de la población el 0 % eran hispanos o latinos de cualquier raza.